# Chamaemyia taiwanensis
Chamaemyia taiwanensis är en tvåvingeart som beskrevs av Papp 2005. Chamaemyia taiwanensis ingår i släktet Chamaemyia och familjen markflugor.
Artens utbredningsområde är Taiwan. Inga underarter finns listade i Catalogue of Life.